# NGC 4027
NGC 4027 je spirální galaxie s příčkou v souhvězdí Havrana. Od Země je vzdálená 77,7 milionů světelných let. Objevil ji William Herschel 7. února 1785.
Na obloze leží asi 40′ jihozápadně od dvojice interagujících galaxií s názvem Tykadla (NGC 4038/NGC 4039). Středně velký dalekohled ji ukáže jako slabou mlhavou skvrnku.
Tykadla jsou hlavním členem skupiny galaxií LGG 263, kam patří i NGC 4027. Tato galaxie má zvláštní nesouměrný tvar, který je pravděpodobně způsoben gravitačním ovlivněním od některé blízké galaxie před několika miliony let (v úvahu přichází PGC 37772). Díky tomu se dostala do Atlasu zvláštních galaxií pod označením Arp 22 jako příklad galaxie s jedním ramenem.
V roce 1996 byla v NGC 4027 pozorována supernova, která dostala označení SN 1996W a dosáhla 16. hvězdné velikosti.